# Малупе
Малупе (латыш. Mālupe) — населённый пункт в Алуксненском крае Латвии. Административный центр Малупской волости. Расположен на региональной автодороге P41 (Алуксне — Лиепна). Расстояние до города Алуксне составляет около 22 км. Рядом протекает река Педедзе. По данным на 2013 год, в населённом пункте проживало 246 человек.

## История
Во времена Российской империи населённый пункт носил название Малуп и являлся центром Малупской волости Валкского уезда Лифляндской губернии. В 1970-х годах село Малупе было центром Малупского сельсовета Алуксненского района.